# Pivdennoukrajinsk
Pivdennoukrajinsk (ukrainsk: Південноукраїнськ, tr. Juzjnoukrajinsk, ukrainsk udtale: [jʊʒnɔʊkrɐˈjinʲsʲk]  ( hør)) er en by ved Sydlige Bug-floden i Mykolaiv oblast, Ukraine, ca. 350 kilometer syd for hovedstaden Kyiv. Den er regnet som en By af regional betydning og havde i 2021 en befolkning på omkring 39.048 mennesker.

## Historie
Juzjnoukrajinsk blev grundlagt i 1976. Den er en af de yngste ukrainske byer.

## Industri
En dæmning og et vandkraftværk, Tasjlyk vandkraftværk ligger syd for byen. Sydukraine Atomkraftværk, også kendt som Juzjnoukrajinsk Atomkraftværk, ligger på den modsatte bred af vandkraftreservoiret i forhold til byen. Atomkraftværket har tre VVER-1000-trykvandsreaktorer og en nettopræstation på 2.850 megawatt (MW). Det er det næststørste af de fem atomkraftværker i landet.